# Palicourea jaramilloi
Palicourea jaramilloi är en måreväxtart som beskrevs av Charlotte M. Taylor. Palicourea jaramilloi ingår i släktet Palicourea och familjen måreväxter. IUCN kategoriserar arten globalt som sårbar. Inga underarter finns listade i Catalogue of Life.